# L’Opinion nationale

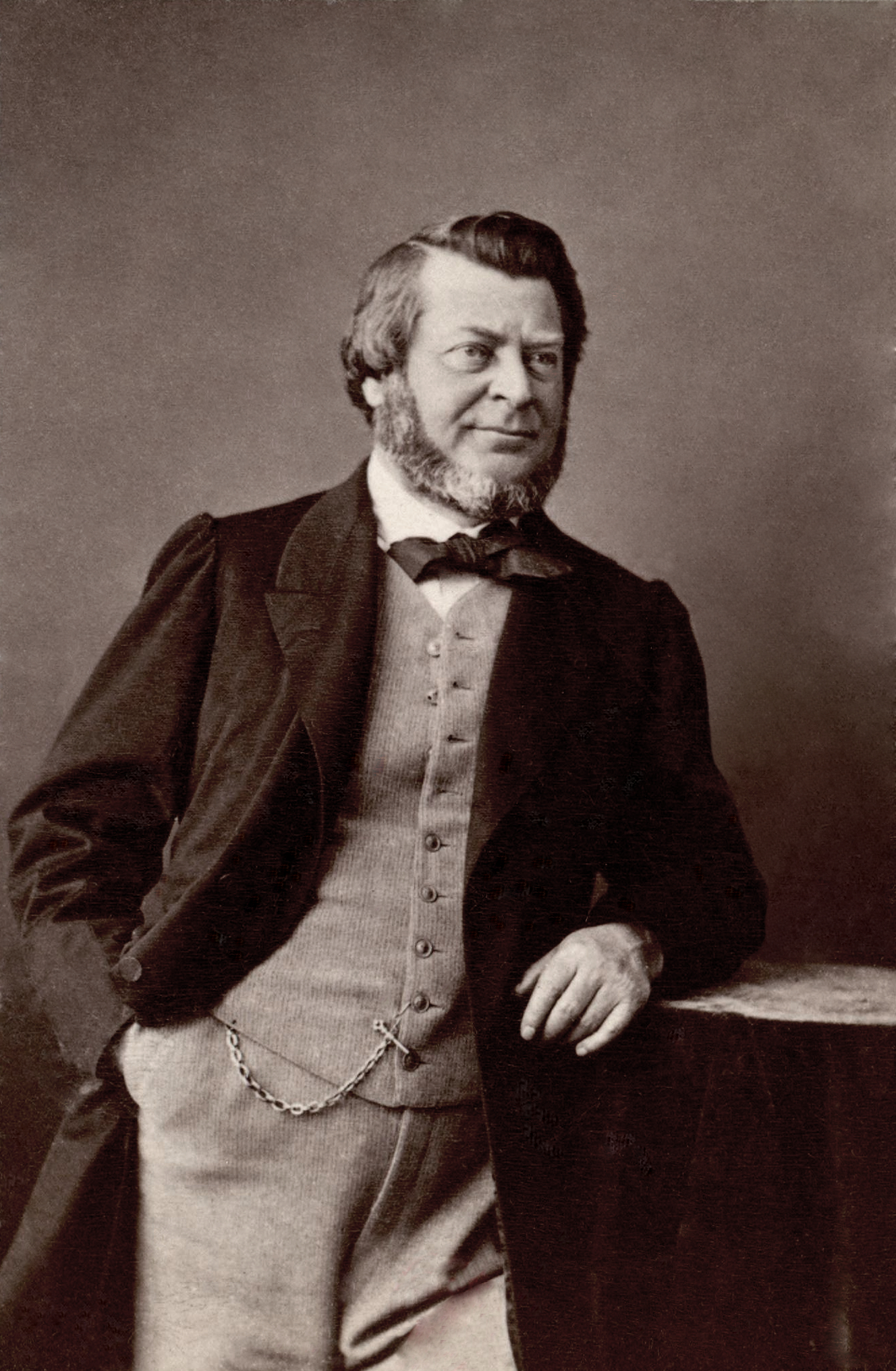
Adolphe Georges Guéroult, der Gründer der Zeitung (Foto: Nadar)

L’Opinion nationale (Die nationale Meinung) war eine zunächst links-bonapartistische und später republikanische französische Zeitung, die von 1859 bis 1914 erschien. Sie war die erste Zeitung, die in Frankreich (ab 1876) einen täglichen Wetterbericht veröffentlichte.

## Geschichte
L’Opinion nationale wurde 1859, also während des Zweiten Kaiserreichs von Adolphe Georges Guéroult gegründet. Zu den bekannten Mitarbeitern zählten beispielsweise Félix Mornand, Henri-Émile Chevalier, Henri Tolain, Arthur Pougin und Charles Sauvestre.
In der Opinion nationale wurden regelmäßig Debatten zu fortschrittlichen und antiklerikalen Themen begonnen. Am 25. Oktober 1866 begann Jean Macé hier seinen Kampf für eine öffentliche, kostenlose, obligatorische und laizistische Bildung. 1868 veröffentlichte die Opinion nationale ein Manifest von Frauen, die das Wahlrecht forderten. 1875 prangerte Victor Schœlcher in der Zeitung die fehlende Genehmigung für die Gründung einer republikanischen Zeitung in den Kolonien an.